# Ютмару-Сар
Ютмару-Сар — гірська вершина, розташована у хребті Гіспар Улугмузтаг гірського масиву Каракорум. Знаходиться на території Пакистану, у її північній частині. Висота вершини 7283 м над рівнем моря. Вона є 88-ю за висотою вершиною світу.
Перше успішне сходження на Ютмару Сар було здійснене 23 липня 1980 р. японською експедицією в складі М. Мотегі, Т. Сугімото, М. Ватанабе.